# 2016 في الأرجنتين
فيما يلي قوائم الأحداث التي وقعت خلال عام 2016 في الأرجنتين.

## سياسة

### تعيين في المنصب
- 1 مارس – أجوستين كاليري عضو مجلس النواب في الأرجنتين.

### انتهاء فترة المنصب
- 11 فبراير – غابرييلا ميكاتي عضو مجلس الشيوخ الأرجنتيني.

## رياضة
- 24 يناير – طواف سان لويس 2016 الفائزون موفيستار 2016 [الإنجليزية]‏، ايمانويل جيفارا، إدواردو سيبولفيدا، نيرو كوينتانا، Dayer Quintana [الإنجليزية]‏، ميغل أنغل لوبز.

## أفلام
من الأفلام التي صدرت هذه السنة في الأرجنتين:
- 1 يناير – زاما من إخراج لوكريثيا مارتيل.

## برامج ومسلسلات وأنمي
- سوي لونا

## وفيات

### فبراير
- 8 فبراير – أميليا بنس (مواليد 1914)
- 10 فبراير – إيليسيو برادو (مواليد 1929) لاعب كرة قدم أرجنتيني.

### مارس
- 10 مارس – روبرتو بيرفومو (مواليد 1942)
- 28 أبريل – أوسكار مارسيلينو ألفاريس (مواليد 1948) لاعب كرة قدم أرجنتيني.

### أبريل
- 2 أبريل – غاتو باربييري (مواليد 1932) موسيقي أرجنتيني.
- 28 أبريل – أوسكار مارسيلينو ألفاريس (مواليد 1948) لاعب كرة قدم أرجنتيني.

### سبتمبر
- 18 سبتمبر – ريميجيو مولينا (مواليد 1977) ملاكم أرجنتيني.

### نوفمبر
- 13 نوفمبر – فيديريكو إدواردز (مواليد 1931) لاعب كرة قدم أرجنتيني.